# Nate Smith
Nate Smith (Paradise, 19 settembre 1985) è un cantante statunitense.

## Biografia
Nate Smith, che ha esordito con l'EP Reckless (2020), si è fatto conoscere col successo Whiskey on You (2022), il primo a entrare la top 50 della Billboard Hot 100. Lo stesso, certificato triplo platino dalla Recording Industry Association of America e doppio platino dalla Music Canada, ha anticipato l'uscita del primo album in studio eponimo (2023). Esso, certificato oro dalla RIAA e dalla IFPI Norge, e platino in Canada per le 500 000, 10 000 e 80 000 unità equivalenti, è entrato sia nella top 30 della Billboard 200 che nella Canadian Albums. Ha ricevuto la sua prima candidatura agli Academy of Country Music Awards che ai CMT Music Awards nella prima metà dell'anno.
Ha avviato il World on Fire Tour nei primi due mesi del 2024. Nell'aprile è stato presentato il secondo EP, dal titolo Through the Smoke e anch'esso promosso dalla relativa tournée musicale.
California Gold, messo in commercio nell'ottobre 2024, è stato il suo secondo LP a entrare nella classifica dischi nazionale e canadese. Ha inoltre prestato la voce per il brano I Like It di Alesso, diventato un successo radiofonico, ed è stato candidato al Country Music Association Award come artista esordiente dell’anno.

## Discografia

### Album in studio
- 2023 – Nate Smith
- 2024 – California Gold

### EP
- 2020 – Reckless
- 2024 – Through the Smoke

### Singoli
- 2019 – Wildfire
- 2020 – Reckless
- 2020 – Under My Skin
- 2021 – Sleeve
- 2021 – Heart of a Country Song
- 2021 – Raised Up
- 2021 – I Don't Wanna Go to Heaven
- 2022 – Whiskey on You
- 2022 – I Found You
- 2023 – Wreckage
- 2023 – Better Boy/Oil Spot
- 2023 – Chasing Cars
- 2023 – World on Fire
- 2024 – Drinkin' Buddies (con Lee Brice e Hailey Whitters)
- 2024 – Bulletproof (solo o feat. Avril Lavigne)
- 2024 – I Like It (con Alesso)
- 2024 – Fix What You Didn't Break
- 2024 – Can You Die from a Broken Heart (con Avril Lavigne)
- 2025 – Nobody Likes Your Girlfriend (con Hardy)

## Tournée
- 2024 – World on Fire Tour
- 2024/25 – Through the Smoke Tour

Artista d'apertura
- 2023 – One Night at a Time World Tour (Morgan Wallen)